# Johannes Schornstein (Musiker)
Johannes Schornstein (* 1. Februar 1789 in Kassel; † 2. Dezember 1853 in Elberfeld) war ein Musikdirektor, Chorleiter und Initiator des Niederrheinischen Musikfestes.:S. 79

## Leben

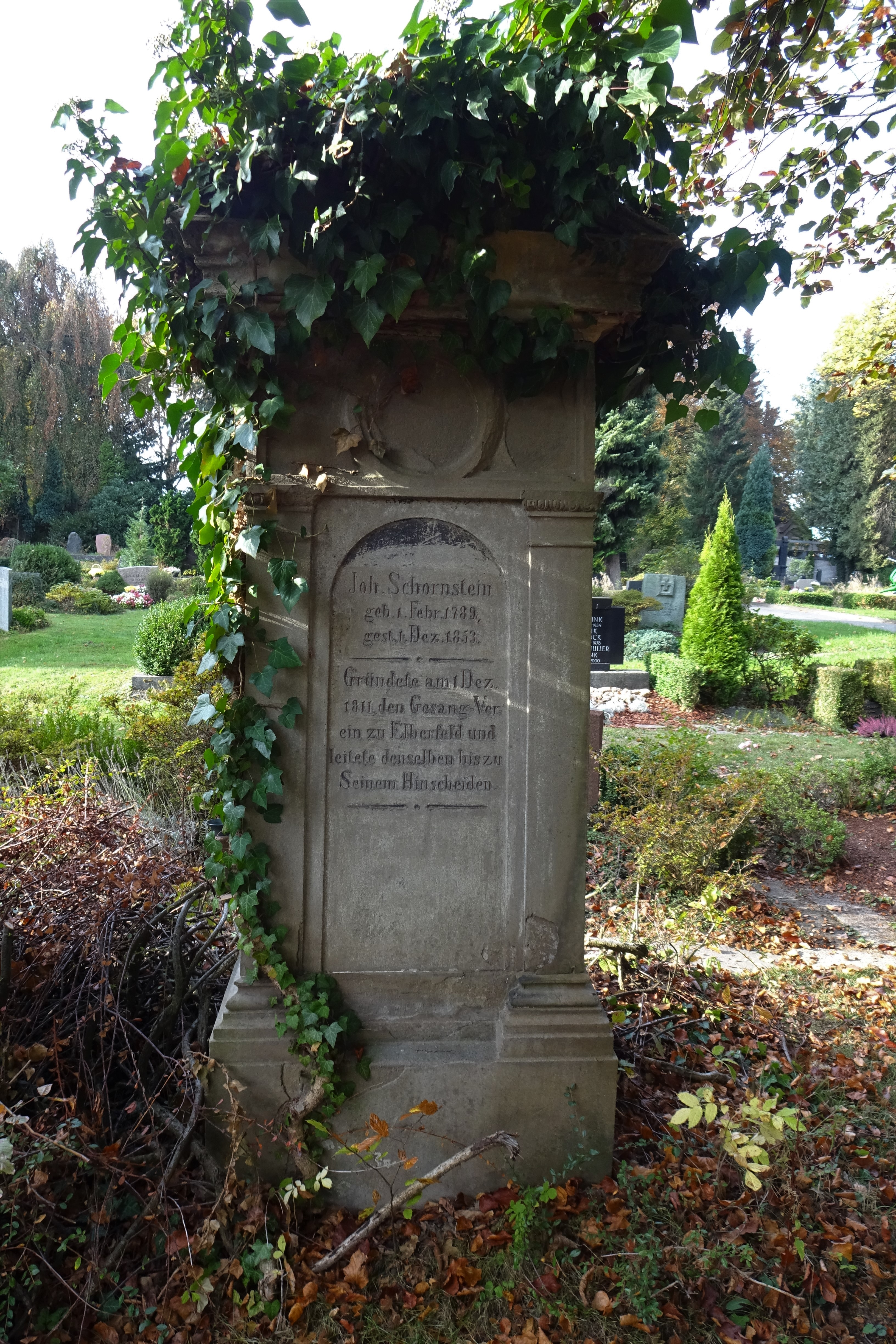
Grabstein auf dem Reformierten Friedhof Hochstraße (Wuppertal)

Schornstein war Organist an der Reformierten Kirche in Elberfeld. Am 22. Dezember 1811 gründete er gemeinsam mit dem Musiklehrer Sasse den „Musikalischen Verein zur Pflege des Chorgesangs“ (oder „Elberfelder Singschule“). Durch politische Wirren wurde der Verein jedoch 1813 wieder aufgelöst. Der vom Musiklehrer Dillenberg gegründete „Elberfelder Gesangverein“ lebte nach dem Friedensschluss von 1815 wieder auf und Schornstein übernahm die Leitung.:S. 79 1817 veranstaltete Schornstein in Elberfeld ein Musikfest, das die Idee gab, zusammen mit Friedrich August Burgmüller im folgenden Jahr das nun jährlich stattfindende Niederrheinische Musikfest veranstalten zu lassen.
Schornstein leitete den Elberfelder Gesangverein bis zu seinem Tod. Sein erhaltenes Grab liegt auf dem reformierten Friedhof an der Hochstraße.
Sein Nachfolger als Organist wurde Jan Albert van Eijken.

## Familie
Ein Sohn von Johannes Schornstein war Hermann Schornstein (1811–1882), der die Nachfolge seines Vaters antrat.